# روكسان غاي
روكسان غاي (بالإنجليزية: Roxane Gay)‏ (من مواليد 15 أكتوبر 1974) كاتبة وأستاذة ومحررة ومعلقة أمريكية. وهي مؤلفة مجموعة المقالات الأكثر مبيعًا «النسوية السيئة» (2014) في صحيفة نيويورك تايمز، فضلًا عن مجموعة القصص القصيرة «هايتي» (2011)، ورواية «الولاية الجامحة» (2014)، ومجموعة القصص القصيرة «النساء صعبات الإرضاء» (2017)، ومذكرات «الجوع» (2017).
كانت غاي أستاذة مساعدة في جامعة إلينوي الشرقية لمدة أربع سنوات قبل التحاقها بجامعة بيردو كأستاذة مشاركة في اللغة الإنجليزية. في عام 2018، أعلنت أنها ستترك بيردو لتصبح أستاذة زائرة في جامعة ييل.
غاي كاتبة مساهمة في صحيفة نيويورك تايمز، ومؤسسة مطبعة تايني هاردكور، ومحررة مقالات في مجلة «ذا رومبوس»، ومحررة مشاركة في مجلة «بانك»، وهي مجموعة فنون أدبية غير ربحية.

## حياتها المبكرة وتعليمها
وُلدت غاي في أوماها، نبراسكا، لعائلة من أصل هايتي. والتحقت بالمدرسة الثانوية في أكاديمية فيليبس إكستر في نيو هامبشير.
بدأت غاي دراستها الجامعية في جامعة ييل، لكنها انقطعت عن الجامعة في سنتها الثالثة لكونها على علاقة في أريزونا. أكملت لاحقًا دراستها الجامعية في كلية فيرمونت في جامعة نوريتش، وحصلت أيضًا على درجة الماجستير في الكتابة الإبداعية من جامعة نبراسكا-لينكولن. في عام 2010، حصلت غاي على درجة الدكتوراه في الخطاب والتواصل التقني من جامعة ميشيغان التقنية عن أطروحتها بعنوان «تقويض موقف المتكلم: نحو خطاب جديد عن الطلاب بصفتهم كتّابًا وطلاب الهندسة بصفتهم محاورين تقنيين». وكانت د. آن برادي مستشارة لأطروحتها.

## حياتها المهنية
بعد إكمالها لدرجة الدكتوراه، بدأت غاي مسيرتها المهنية في التدريس الأكاديمي في خريف عام 2010 في جامعة إلينوي الشرقية، إذ كانت أستاذة مساعدة في اللغة الإنجليزية. أثناء وجودها في جامعة إلينوي الشرقية، وإلى جانب التدريس، كانت محررة مساهمة لمجلة بلوستيم وأسست أيضًا مطبعة تايني هاردكور. عملت غاي في جامعة إلينوي الشرقية حتى نهاية العام الدراسي 2013-2014، وأصبحت أستاذة مشاركة في الكتابة الإبداعية في برنامج ماجستير الفنون الجميلة في جامعة بيردو من أغسطس 2014 حتى 2018. أعلنت غاي عن مغادرتها بيردو في أكتوبر عام 2018، معربةً عن مخاوفها بشأن عدالة تعويضها، ومشيرةً إلى أن بيردو فشلت في معالجة القضية. في ربيع عام 2018، عملت غاي كأستاذة زائرة في جامعة ييل.
نشرت غاي مجموعة من القصص القصيرة «هايتي» (2011)، ثم كتابين في عام 2014: رواية «الولاية الجامحة» ومجموعة مقالات «النسوية السيئة» (2014)، ما جعل أحد مراجعي مجلة تايم يصرّح: «فليكن هذا عام روكسان غاي». أشارت المراجَعة إلى أسلوبها الشمولي: «إن كتابة غاي بسيطة ومباشرة، لكنها ليست باردة أو عقيمة، إذ تواجه غاي القضايا المعقدة المتعلقة بالهوية والامتياز مواجهة مباشرة، لكنها تتصف دائمًا بسهولة الفهم والتبصّر».

### الولاية الجامحة
في عام 2014، نشرت غاي روايتها الأولى «الولاية الجامحة»، التي تتمحور حول ميريل دوفال جيمسون، وهي امرأة أمريكية من أصل هايتي اختُطفت من أجل الحصول على فدية. تستكشف الرواية المواضيع المترابطة مثل العرق والامتياز والعنف الجنسي والأسرة وتجربة الهجرة. غالبًا ما يشار إلى «الولاية الجامحة» على أنها قصة خيالية بسبب بنيتها وأسلوبها، لا سيما فيما يتعلق بالجملة الافتتاحية، واستكشاف المؤلّفة للحلم الأمريكي ومغازلة والديّ ميريل.
نالت الرواية استحسان النقاد، إذ وصفتها أتيكا لوك في مراجعة للغارديان «إنها رواية مذهلة من المرة الأولى» واعتبرتها صحيفة واشنطن بوست «رواية ذكية وناقدة بشكل لاذع».

### النسوية السيئة
أُطلقت مجموعة مقالات غاي «النسوية السيئة» في عام 2014 ولاقت استحسانًا واسع النطاق؛ إذ تناولت القضايا الثقافية والسياسية على حد سواء، وأصبحت الأكثر مبيعًا في صحيفة نيويورك تايمز. وصف أحد نقاد مجلة تايم «النسوية السيئة» على أنها «دليل حول كيفية أن تصبح إنسانيًا» ووصف غاي بأنها «الموهبة التي تستمر في العطاء». في مقابلة مع المجلة عام 2014، أوضحت غاي دورها بصفتها نسوية وكيف أثر ذلك في كتاباتها: «في كل مقال من هذه المقالات، أحاول جاهدة أن أبيّن كيف تؤثر الحركة النسائية في حياتي نحو الأفضل أو الأسوأ. إنها تُظهر فقط ما يبدو عليه التنقل في جميع أنحاء العالم كامرأة. إن الأمر لا يتعلق بالنسوية في حد ذاتها، بل يتعلق بالإنسانية والتعاطف».
قدّمت الناقدة كيرا كوكران تقييمًا مشابهًا في صحيفة الغارديان: «على الرغم من أن الخطابات على الإنترنت غالبًا ما تعجّ بالآراء المتطرفة والمستقطبة، تمتاز كتاباتها بكونها خفيّة وخطابية، وقادرة على سبر الأغوار، للتعرف على وجهات النظر الأخرى أثناء طرح آرائها بعناية؛ غاي هي الصديق الذي تلجأ إليه أولًا لطلب النصح، سواء بين سطورها أو على تويتر أو شخصيًا، فهي تتسم بالهدوء والعقلانية والفكاهة، وهي شخص خاض غمار الحياة ولا يمكن لأحد أن يثنيها عما تريد».

### النساء صعبات الإرضاء
في عام 2017، نشرت غاي «النساء صعبات الإرضاء»، وهي مجموعة من القصص القصيرة الخيالية التي تسلط الضوء على النساء اللاتي يخضن حياة تختلف عن منظور المجتمع للحياة الطبيعية. تدور أحداث كل قصة حول شخصية مختلفة ورحلتها إما خلال تجربة مؤلمة أو ما يجعلها مختلفة عن المعايير المجتمعية. يُنظر إلى النساء على أنهن «صعبات الإرضاء» لأنهن يتجاوزن حدود صورة المجتمع للمرأة المثالية.

### الجوع
أُصدر كتاب «الجوع: مذكرات عن جسمي» في يونيو 2017. تناقش غاي في هذه المذكرات تجربتها مع الوزن، وصورة الجسم، وإقامة علاقة إيجابية مع الطعام، خاصة بعد وقوعها ضحية للعنف الجنسي في طفولتها. وصفت غاي هذا الكتاب بأنه شهادة على «ما تكون عليه الحياة في عالم يحاول تأديب الأجسام الجامحة». نالت المذكرات استحسانًا واسعًا، وأشاد بها النقاد بوصفها «رائعة بصدق شديد»، و«ملفتة للنظر وصريحة»، و«حميمة وسهلة الانتقاد».
في يونيو 2017، نشر موقع ماماميا الأسترالي مقابلة مع غاي، واستشهد بتفاصيل عديدة حول كيفية تحضيرهم للزيارة التي وصفتها غاي لاحقًا على تويتر بأنها «عنيفة ومهينة». في مقابلة مع النيويورك تايمز، صرّحت غاي أن الحدث المثير للجدل كان «مفيدًا، وأعتقد أن الناس يمكنهم أن يروا على أرض الواقع ما يبدو عليه رهاب الدهون وكيف يمكن للأشخاص المهملين التفكير في أن الأشخاص البدينين يستحقون الكرامة. لذلك أفترض أنه مثال مفيد على سبب تأليفي للكتاب».

### ليس بهذا السوء
كانت غاي محررة لمختارات مقالية بعنوان «ليس بهذا السوء: رسائل من ثقافة الاغتصاب». تحتوي المجموعة، التي نشرتها هاربر كولنز في عام 2018، على مقالات من غاي و 30 مؤلفة أخرى، بمن فيهن الممثلتان آلي شيدي وغابرييلي يونيون.

## الجوائز
- 2015: جائزة حرية الكتابة من مركز بن في الولايات المتحدة[28]
- 2018: زمالة غوغنهايم للفنون الإبداعية عن فئة الأعمال غير الخيالية[29]
- 2018: جائزة إيسنر لأفضل سلسلة محدودة، عن «عالم واكاندا» (مع تا-نهيسي كوتس وأليثا مارتينيز[30]
- 2018: جائزة لامدا الأدبية[31]
- 2018: جائزة لامدا الأدبية عن فئة الأعمال غير الخيالية ثنائية الميول الجنسية، عن كتابها «الجوع» [31]

## المواضيع
تتعامل معظم أعمال غاي المكتوبة مع تحليل القضايا النسوية والعرقية وتفكيكها من خلال تجاربها الشخصية مع العرق والهوية الجندرية والجنس.

## حياتها الشخصية
بدأت غاي كتابة المقالات في سن المراهقة، وتأثرت أعمالها إلى حد كبير بالاعتداء الجنسي الذي تعرضت له في سن الثانية عشرة.
صرّحت غاي علنًا أنها ثنائية الميول الجنسية، وهي على علاقة مع ديبي ميلمان.
في أبريل 2018، قالت غاي إنها خضعت لعملية تكميم المعدة في يناير 2018.

## روابط خارجية
- روكسان غاي على موقع IMDb (الإنجليزية)
- روكسان غاي على موقع روتن توميتوز (الإنجليزية)
- روكسان غاي على موقع ديسكوغز (الإنجليزية)
- روكسان غاي على موقع قاعدة بيانات الفيلم (الإنجليزية)